# Athyroglossa glaphyropus
Athyroglossa glaphyropus är en tvåvingeart som beskrevs av Friedrich Hermann Loew 1878. Athyroglossa glaphyropus ingår i släktet Athyroglossa och familjen vattenflugor. Inga underarter finns listade i Catalogue of Life.